# Clavier-Übung III
Clavier-Übung III (также ― Немецкая органная месса) ― сборник сочинений для органа композитора Иоганна Себастьяна Баха, начатый им в 1735—1736 годах и опубликованный в 1739 году. Является наиболее обширной работой Баха для органа (её общая продолжительность составляет более полутора часов), содержащей некоторые из его самых сложных в техническом плане композиций для этого инструмента.
В использовании ладовых форм, мотетного стиля и канонов в данном произведении Бах опирается на религиозные сочинения композиторов эпохи раннего барокко (stile antico), таких как Джироламо Фрескобальди, Джованни Палестрина, Антонио Лотти и Антонио Кальдара. В то же время Бах включил в мессу и переработал современные ему музыкальные формы ― например, хорал во французском стиле.
Произведение имеет традиционную структуру органной мессы: между вступительной и заключительной частями, обрамляющими обширное сочинение — прелюдией ми-бемоль мажор (BWV 552/1) и фугой в той же тональности (BWV 552/2) — находится 21 хоральная прелюдия (BWV 669—689), составляющая две части лютеранской мессы, шесть хоралов по катехизису и четыре дуэта (BWV 802—805). Хоральные прелюдии варьируются от сравнительно небольших сочинений, предназначенных только для мануалов, до сложной фугальной прелюдии с двумя партиями в педали.
При написании сборника Бах преследовал четыре цели: первая ― создание идеализированного органного репертуара, взявшего за отправную точку концерты, данные самим Бахом в Лейпциге; вторая ― практический перевод лютеранской доктрины в музыкальное сочинение для использования в церкви или дома; третья ― создание набора органной музыки во всех возможных стилях и жанрах, как древних, так и современных, и должным образом интернационализированных; четвёртая ― написание дидактической работы, представляющей примеры всех возможных форм контрапунктических композиций, выходящих далеко за рамки предыдущих трактатов по теории музыки.
Физик, историк и музыкант Лоренц Мицлер в книге 1740 года «Музыкальная библиотека» отзывался о мессе:
Автор дал новое доказательство того, что в такого рода сочинениях он превосходит многих других опытностью и мастерством. Никто не может превзойти его в этой области, и очень немногие действительно смогут ему подражать. Это произведение является весомым аргументом против тех, кто отважился критиковать музыку Придворного композитора.
Альберт Швейцер, которому приписывается введение названия «Немецкая органная месса», в 1905 году заявил:
Лютер <…> написал Большой и Малый катехизис. В первом он демонстрирует сущность веры; в последнем он обращается к детям. Бах, музыкальный отец лютеранской церкви, считает своим долгом поступить так же; он даёт нам «большую» и «малую» аранжировку каждого хорала <…> В больших хоралах преобладает возвышенный музыкальный символизм, направленный просто на иллюстрацию центральной идеи догмы; малые наполнены чарующей простотой.

## История и происхождение

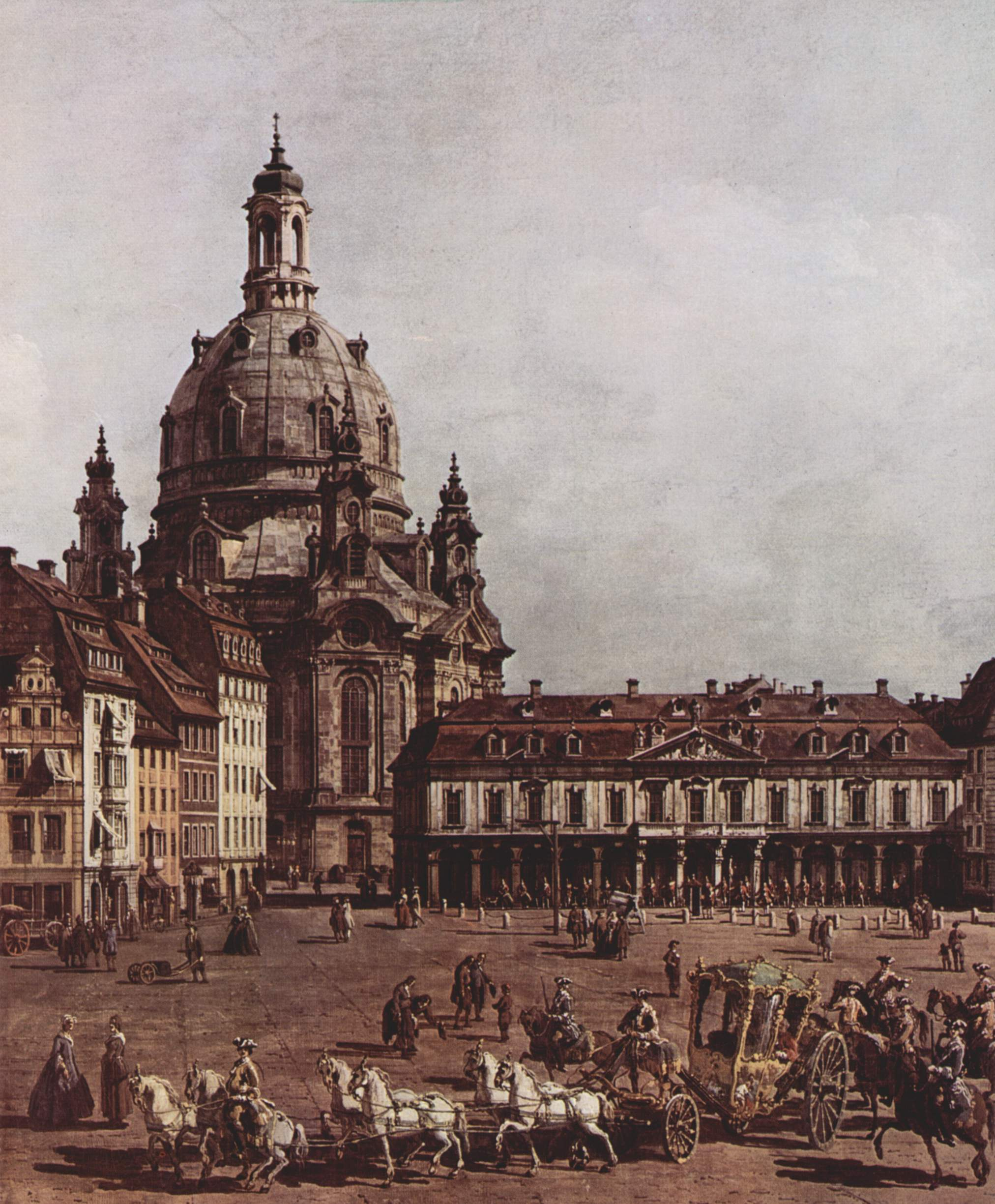
Рыночная площадь и Фрауэнкирхе в Дрездене, ок. 1750 года. Картина Бернардо Беллотто

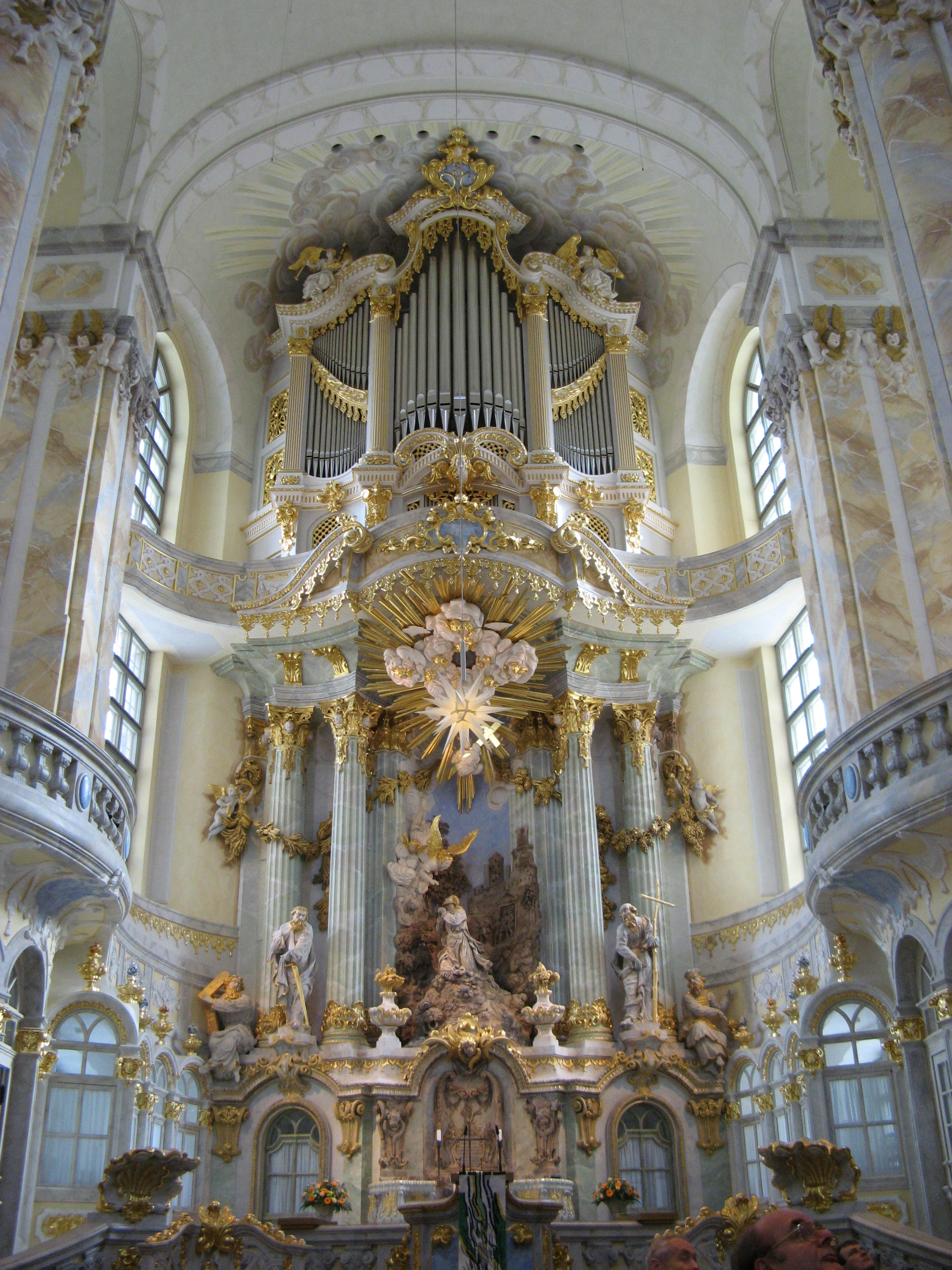
Реконструкция органа Зильбермана во Фрауэнкирхе, на котором Бах, вероятно, исполнил мессу 1 декабря 1736 года

25 ноября 1736 года состоялось освящение нового органа, построенного мастером Готфридом Зильберманом, в церкви Фрауэнкирхе в Дрездене. На следующей неделе, во второй половине дня 1 декабря, Бах дал там двухчасовой органный концерт, вызвавший «бурные аплодисменты слушателей». Бах привык играть на церковных органах в Дрездене, где с 1733 года его сын, Вильгельм Фридеман Бах, занимал должность органиста в церкви Святой Софии. Считается вероятным, что на декабрьском концерте Иоганн Себастьян впервые исполнил партии ещё не опубликованного сборника Clavier-Übung III, сочинение которого, согласно датировке Грегори Батлера, началось ещё в 1735 году. Этот вывод был сделан благодаря специальному указанию на титульном листе, гласящему, что произведение «подготовлено для любителей и особенно знатоков музыки»; из отчётов об обычае Баха давать органные концерты для своих почитателей после церковных богослужений ― задолго до выступления 25 ноября; и от последующей традиции среди дрезденских любителей музыки посещать воскресные концерты во Фрауэнкирхе, даваемые учеником Баха Готфридом Августом Хомилиусом, чей репертуар обычно включал в себя хоральные прелюдии и фуги. Позже Бах жаловался, что темперация органов Зильбермана не очень подходит для «сегодняшней музыкальной практики».
Clavier-Übung III — это третья из четырёх публикаций баховских Clavier-Übung. Она является единственной частью данного цикла, предназначенной для исполнения на органе ― остальные три части написаны для клавесина. Название сборника, в буквальном переводе означающее «клавирные упражнения», является сознательной ссылкой Баха на давнюю традицию написания произведений с аналогичными заголовками: работы Clavier-Übung можно встретить в творчестве Иоганна Кунау (Лейпциг, 1689, 1692), Иоганна Филиппа Кригера (Нюрнберг, 1698), Винсента Любека (Гамбург, 1728), Георга Андреаса Зорге (Нюрнберг, 1739) и Иоганна Сигизмунда Шольце (Лейпциг, 1736—1746 гг.). Бах начал сочинение органной мессы почти сразу после окончания работы над Clavier-Übung II, состоящего из Итальянского концерта (BWV 971) и Увертюры во французском стиле (BWV 831). Над изданием произведения из-за большого объёма нотного текста работали две группы типографщиков: 43 страницы были напечатаны в мастерской Иоганна Готфрида Крюгнера в Лейпциге, 35 оставшихся страниц ― в мастерской Бальтазара Шмида в Нюрнберге. Полная 78-страничная рукопись была опубликована в Лейпциге в 1739 году в Михайлов день (конец сентября) и продавалась по относительно высокой цене в 3 рейхсталера. Лютеранская тема произведения была достаточно актуальна в то время: в 1739 году в Лейпциге отмечалось двухсотлетие посещения города «отцом Реформации» Мартином Лютером.
Dritter Theil der Clavier Übung bestehend in verschiedenen Vorspielen über die Catechismus- und andere Gesaenge, vor die Orgel: Denen Liebhabern, in besonders denen Kennern von dergleichen Arbeit, zur Gemüths Ergezung verfertiget von Johann Sebastian Bach, Koenigl. Pohlnischen und Churfürstl. Saechss. Hoff-Compositeur, Capellmeister, und Directore Chori Musici in Leipzig. In Verlegung des Authoris.

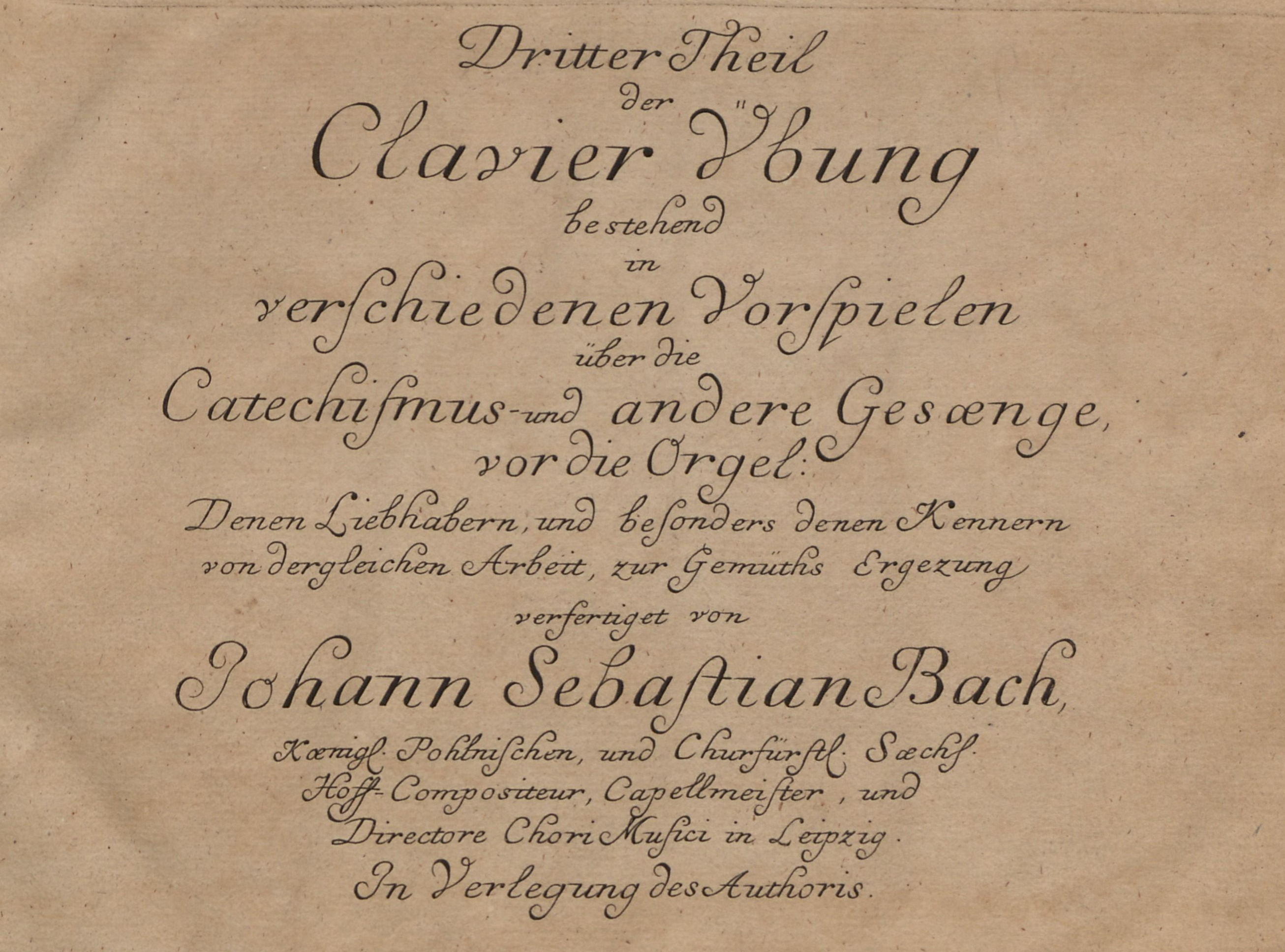
Титульный лист Clavier-Übung III

Титульный лист сочинения в переводе на русский гласит: «Третья часть клавирных упражнений, состоящая из различных прелюдий на песнопения из катехизиса и прочие пьесы для органа. Подготовлено для любителей музыки и особенно для знатоков такого дела во услаждение души Иоганном Себастьяном Бахом, придворным композитором короля Польши и курфюрста Саксонии, капельмейстером и руководителем музыкального хора в Лейпциге. Опубликовано автором».
Изучение оригинальной рукописи произведения позволяет предположить, что части Kyrie-Gloria и хоральные прелюдии на песнопения из Большого катехизиса были сочинены первыми, за ними последовали прелюдия и фуга Святой Анны, хоральные прелюдии для мануалов (были написаны в 1738 году) и, наконец, четыре дуэта (написаны в 1739 году). Все пьесы, составляющие Clavier-Übung III, были сочинены с нуля, за исключением BWV 676. Структура сборника, вероятно, была вдохновлена такими работами, как «Harmonische Seelenlust» Георга Фридриха Кауфмана (1733—1736), «Compositioni Musicali» Конрада Фридриха Хюрлебуша (1734—1735) и, вероятно, хоральными прелюдиями Иеронимуса Келя, Иоганна Готфрида Вальтера и Иоганна Каспара Фоглера, изданными между 1734 и 1737 годами. Возможно также, что на стиль Баха повлияли более старые «органные книжечки» (фр. livres d'orgue) и французские органные мессы Николя де Гриньи (1700), Пьера Дюмажа (1707) и др. Так можно судить по формулировке титульного листа сборника ― она в некоторой степени напоминает предисловия к работам этих композиторов. Тем не менее, большинство музыковедов сходятся во мнении, что основным источником вдохновения для монументального опуса Баха было произведение Джироламо Фрескобальди «Музыкальные цветы» (итал. Fiori musicali), ноты которого Иоганн Себастьян приобрёл в Веймаре в 1714 году.
Отсылки Баха на итальянскую, французскую и немецкую музыку помещают Clavier-Übung III в один ряд с Tabulaturbuch ― аналогичным, но гораздо более ранним сборником Элиаса Аммербаха, одного из предшественников Иоганна Себастьяна на должности органиста в церкви Святого Фомы.

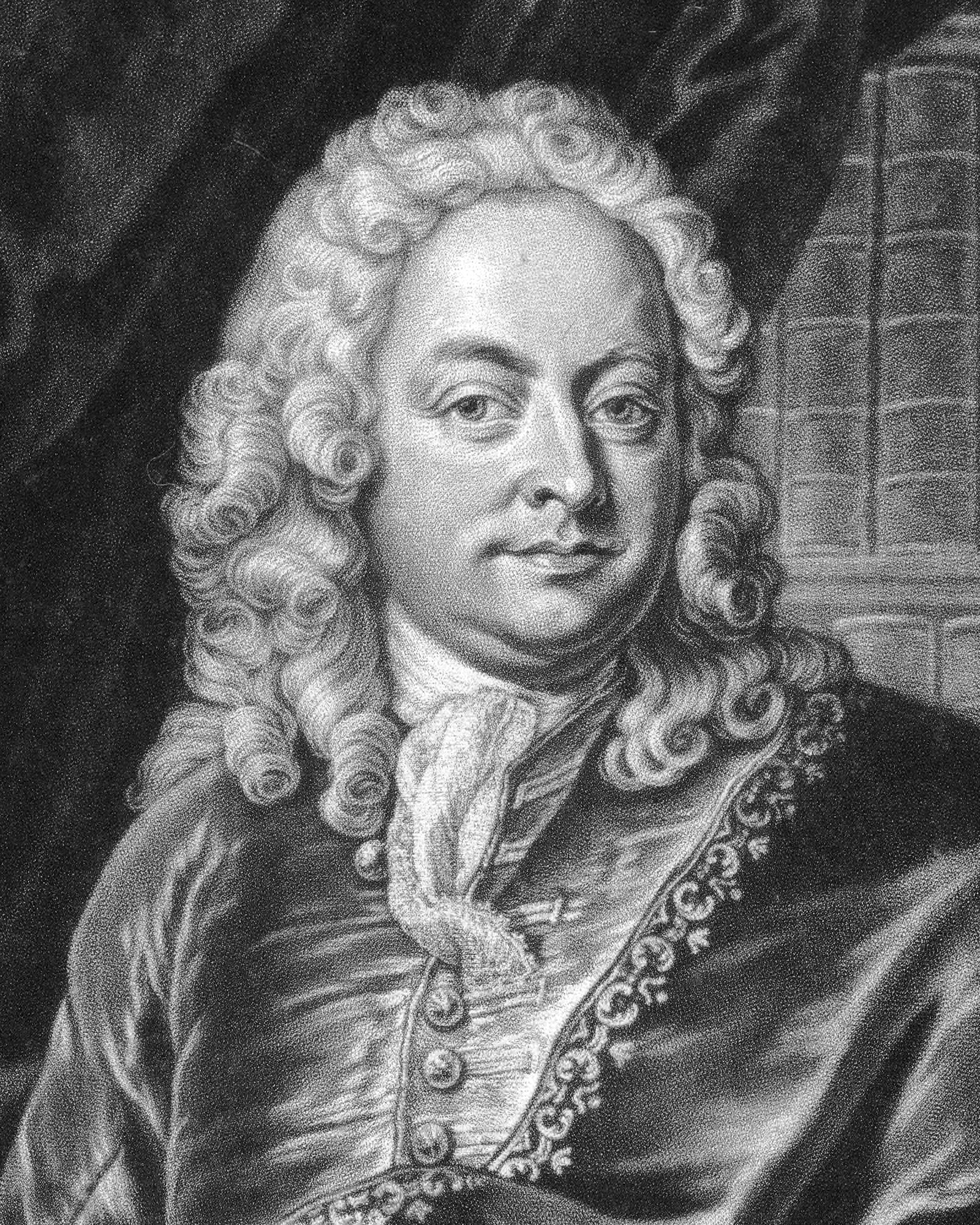
Иоганн Маттезон

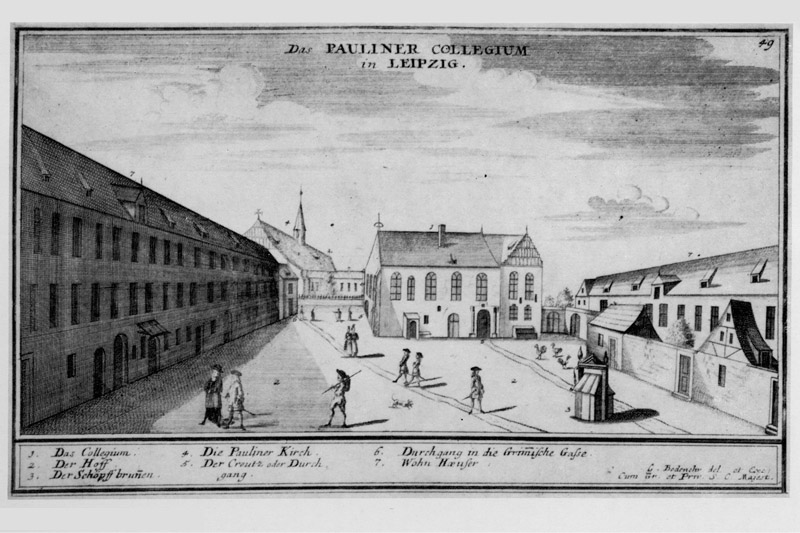
Гравюра Лейпцигского университета, на заднем плане ― церковь Святого Павла. В 1730-е годы в университете преподавали Лоренц Мицлер и Иоганн Бирнбаум, а также учился сын Баха ― Карл Филипп Эммануил

Сложный музыкальный стиль Баха подвергался критике со стороны некоторых его современников. Композитор, органист и музыковед Иоганн Маттезон заметил в своей книге 1722 года «Анатомия канонов»:
Это правда ― и я испытал это на себе ― что быстрый творческий прогресс <…> может увлечь разумного композитора, потому что он станет искренне и тайно наслаждаться своими собственными произведениями. Но из-за этого себялюбия мы невольно уходим от истинной цели музыки и совсем не думаем о слушателях, хотя наша цель — доставить им удовольствие. На самом деле мы должны следовать не только своим собственным наклонностям, но и угождать публике. Я часто сочинял нечто такое, что казалось мне пустяком, но неожиданно снискало большое признание. Я мысленно отметил это и написал ещё несколько подобных работ, хотя с точки зрения художественной ценности они не имели большого значения.
До 1731 года (если не считать высмеивания в 1725 году кантаты Ich hatte viel Bekümmernis, BWV 21), комментарии Маттезона о музыке Баха были положительными. Однако в 1730 году он случайно услышал, что Готфрид Бенджамин Ханке отрицательно отзывался о его игре на клавире ― в том смысле, что техника Баха была, по мнению Ханке, гораздо лучше, чем у Маттезона. С 1731 года тщеславие Маттезона было уязвлено ― он стал критиковать Баха и называть его «бутафорским композитором». В тот же период бывший ученик Баха Иоганн Адольф Шайбе также подвергал композитора резкой критике: в 1737 году он писал, что Иоганн Себастьян «лишил свои пьесы всего естественного, придав им напыщенный и путаный характер». Бах в то время не давал прямых комментариев на подобные отзывы: на критику в адрес композитора отвечали Иоганн Абрахам Бирнбаум, профессор риторики Лейпцигского университета, и друг Баха Лоренц Кристоф Мицлер. В марте 1738 года Шайбе снова негативно отозвался о Бахе «за его немалые ошибки»:

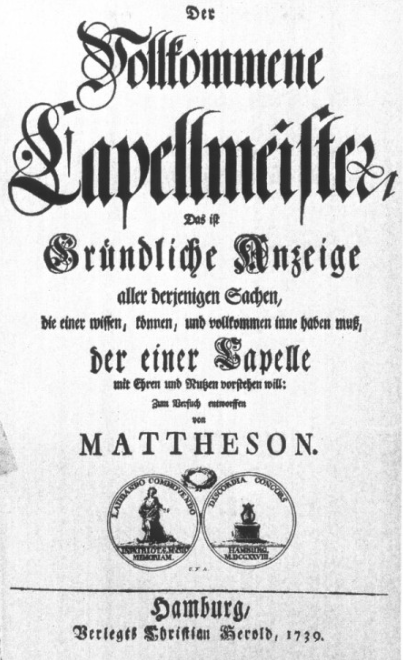
Титульный лист трактата «Идеальный капельмейстер» Иоганна Маттезона

Этот великий человек недостаточно изучил науки, знание которых действительно требуется от композитора. Как может человек, не изучавший философии и не способный исследовать и познавать силы природы и разума, быть безупречным в своем музыкальном творчестве? Как может он достичь всех преимуществ, необходимых для воспитания хорошего вкуса, если он почти не утруждает себя критическими наблюдениями и исследованиями, столь же необходимыми в области музыки, как и в области риторики и поэзии. Без них невозможны трогательные и выразительные сочинения.
В рекламе своего трактата «Идеальный капельмейстер» (1739) Маттезон процитировал письмо Шайбе, появившееся в результате его споров с Бирнбаумом, в котором Шайбе выразил сильное предпочтение «естественной мелодии» Маттезона «искусственному контрапункту» Баха. Иоганн Себастьян (через своего друга Мицлера и лейпцигских типографов Крюгнера и Брейткопфа) заранее узнал содержание трактата Маттезона, который, среди прочего, писал о контрапункте:
Что касается двойных фуг на три темы: насколько я знаю, в печати пока нет ничего такого, если не считать моего собственного произведения под названием Die Wollklingende Fingerspruche (части I и II), которое из скромности я бы никому не рекомендовал. Наоборот, я бы предпочёл, чтобы что-нибудь подобное опубликовал в Лейпциге знаменитый господин Бах, великий мастер фуги. Между тем этот недостаток [музыкальных произведений] обнажает не только ослабленное состояние и упадок солидных контрапунктистов, но и безразличие нынешних невежественных органистов и композиторов к таким поучительным вещам.
Какой бы ни была личная реакция Баха, написание Clavier-Übung III стало музыкальным ответом на критику Шайбе и призыв Маттезона к органистам. Приведенное выше заявление Мицлера о том, что данное произведение ― весомый аргумент против критиков, явилось решающим ответом на негативные отзывы о композиторе.

## Структура и музыка
| BWV   | Название                           | Тема из катехизиса | Характеристика                     | Тональность     |
| ----- | ---------------------------------- | ------------------ | ---------------------------------- | --------------- |
| 552/1 | Прелюдия                           |                    | pro organo pleno                   | ми-бемоль мажор |
| 669   | Kyrie, Gott Vater in Ewigkeit      | Kyrie              | cantus firmus для сопрано          | до минор        |
| 670   | Christe, aller Welt Trost          | Kyrie              | cantus firmus для тенора           | до минор        |
| 671   | Kyrie, Gott heiliger Geist         | Kyrie              | cantus firmus для педали           | до минор        |
| 672   | Kyrie, Gott Vater in Ewigkeit      | Kyrie              | manualiter, 3/4                    | соль мажор      |
| 673   | Christe, aller Welt Trost          | Kyrie              | manualiter, 6/4                    | до мажор        |
| 674   | Kyrie, Gott heiliger Geist         | Kyrie              | manualiter, 9/8                    | ля минор        |
| 675   | Allein Gott in der Höh sei Ehr     | Gloria             | manualiter, trio                   | фа мажор        |
| 676   | Allein Gott in der Höh' sei Ehr'   | Gloria             | pedaliter, trio                    | соль мажор      |
| 677   | Allein Gott in der Höh' sei Ehr'   | Gloria             | manualiter, trio                   | фа-диез минор   |
| 678   | Dies sind die heil’gen zehn Gebot  | Десять заповедей   | cantus firmus в форме канона       | соль мажор      |
| 679   | Dies sind die heil’gen zehn Gebot  | Десять заповедей   | фугетта                            | соль мажор      |
| 680   | Wir glauben all' an einen Gott     | Credo              | per organo pleno                   | ре минор        |
| 681   | Wir glauben all' an einen Gott     | Credo              | fuga manualiter                    | ми минор        |
| 682   | Vater unser im Himmelreich         | Отче наш           | trio, cantus firmus в форме канона | си минор        |
| 683   | Vater unser im Himmelreich         | Отче наш           | manualiter                         | ре минор        |
| 684   | Christ, unser Herr, zum Jordan kam | Крещение           | cantus firmus на 4 голоса          | соль минор      |
| 685   | Christ, unser Herr, zum Jordan kam | Крещение           | fuga inversa manualiter            | ре минор        |
| 686   | Aus tiefer Not schrei' ich zu dir  | Исповедь           | per organo pleno, 6 голосов        | ми минор        |
| 687   | Aus tiefer Not schrei' ich zu dir  | Исповедь           | mottetto manualiter                | фа-диез минор   |
| 688   | Jesus Christus, unser Heiland      | Евхаристия         | trio, cantus firmus для педали     | ре минор        |
| 689   | Jesus Christus, unser Heiland      | Евхаристия         | fuga manualiter                    | фа минор        |
| 802   | Дуэт I                             |                    | 3/8                                | ми минор        |
| 803   | Дуэт II                            |                    | 2/4                                | фа мажор        |
| 804   | Дуэт III                           |                    | 12/8                               | соль мажор      |
| 805   | Дуэт IV                            |                    | 2/2                                | ля минор        |
| 552/2 | Фуга                               |                    | per organo pleno, 5 голосов        | ми-бемоль мажор |

Как и многие другие произведения Иоганна Себастьяна Баха, Clavier-Übung III демонстрирует страсть композитора к символизму и нумерологии; музыковеды Кристоф Вольф и Питер Уильямс выявили в сочинении множество числовых закономерностей, среди них ― мелодическая иллюстрация золотого сечения.
Ниже представлено начало сборника ― первые восемь тактов Прелюдии (BWV 552/1):